# Parco nazionale Olimpico
Il parco nazionale Olimpico (in inglese Olympic National Park) è un'area protetta a livello nazionale degli USA situata nei pressi della città di Seattle, nel nord-ovest della nazione.
Vasta 3.733,8 km², la zona tutelata è conosciuta per le sue foreste pluviali, i paesaggi montuosi e le aree costiere. Il parco, situato nella penisola Olimpica, comprende gran parte del massiccio dei monti omonimi. La formazione di tali cime, causata dalla collisione di alcune placche tettoniche, iniziò solo circa venti milioni di anni fa. Il toponimo deriva dal monte Olympus, il punto più elevato della regione, così battezzato dal capitano John Meares il quale, nel 1788, lo avvistò durante una missione di esplorazione.
La presenza di esseri umani nell'area risale a più di 10.000 anni fa, epoca in cui i paleoamericani solevano recarvisi per cacciare e raccogliere frutta e bacche. Nel corso dei secoli perfezionarono le loro tecniche e si specializzarono nella pesca e nell'agricoltura di sussistenza fino all'arrivo dei primi esploratori di origine europea. Quando i coloni iniziarono a stabilirsi nella regione intorno alla metà del XIX secolo, le tribù amerindie locali, in seguito ai trattati firmati nel 1855, furono confinate nelle riserve.
Dalla sua creazione il 29 giugno 1938, il National Park Service si occupa della protezione delle risorse naturali e culturali, che attirano ogni anno più di tre milioni di visitatori. Nel 1976 ha ottenuto dall'UNESCO l'ambito titolo di riserva della biosfera e nel 1981 quello di patrimonio dell'umanità. Il vicino Santuario nazionale marino della costa olimpica (Olympic Coast National Marine Sanctuary) offre ora alle specie vegetali una protezione ancora maggiore.

## Descrizione

### Geografia fisica

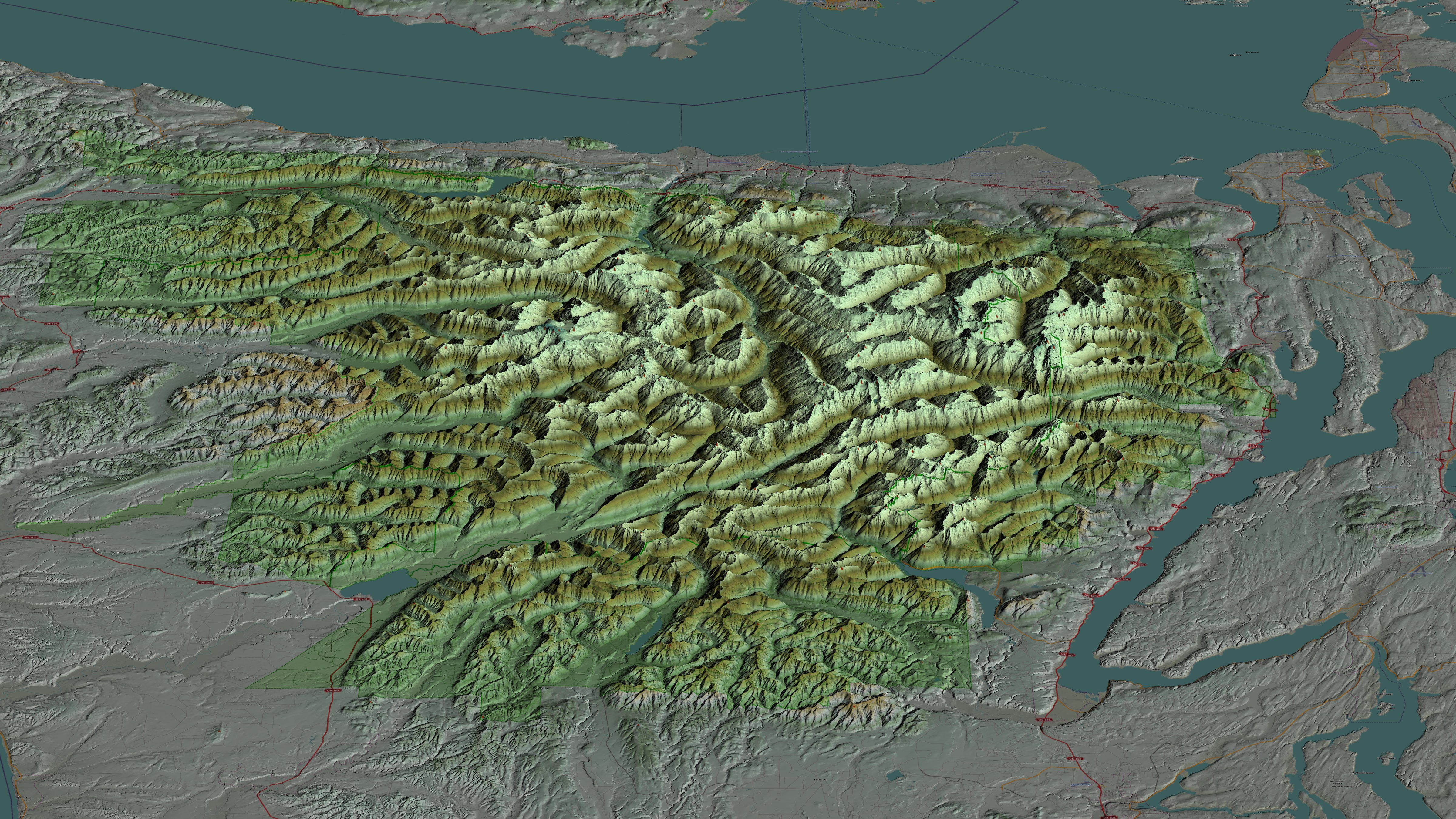
Topografia del parco generata digitalmente in 3D

Il parco si trova nel nord-ovest dello stato del Washington, in una regione montuosa a ridosso dell'Oceano Pacifico, compresa nei territori delle contee di Clallam, Grays Harbor, Jefferson e di Mason. La penisola Olimpica su cui si sviluppa il parco è delimitata a ovest dall'oceano, a nord dallo stretto di Juan de Fuca, ad est dallo stretto di Puget e a sud dal resto del continente nordamericano. L'importante metropoli di Seattle si trova ad appena 100 km ad est del parco.
Il parco si compone in realtà di due aree: quella più grande si trova all'interno della penisola, in una regione montuosa, mentre la restante parte, collocata all'estremità occidentale della penisola, si presenta come una stretta fascia di costa che si estende per quasi 100 km sulle spiagge del Pacifico. È in quest'ultima area che si trovano alcuni scoglli ed isole situati al largo ma a pochissima distanza dalla terraferma. Tra i parchi vicini si annoverano quello delle North Cascades, noto per i suoi paesaggi montuosi, a circa 200 km a nord-est, nonché quello del Monte Rainier e i famosi vulcani Saint Helens e Adams, a circa 200 km a sud-est.

### Topografia

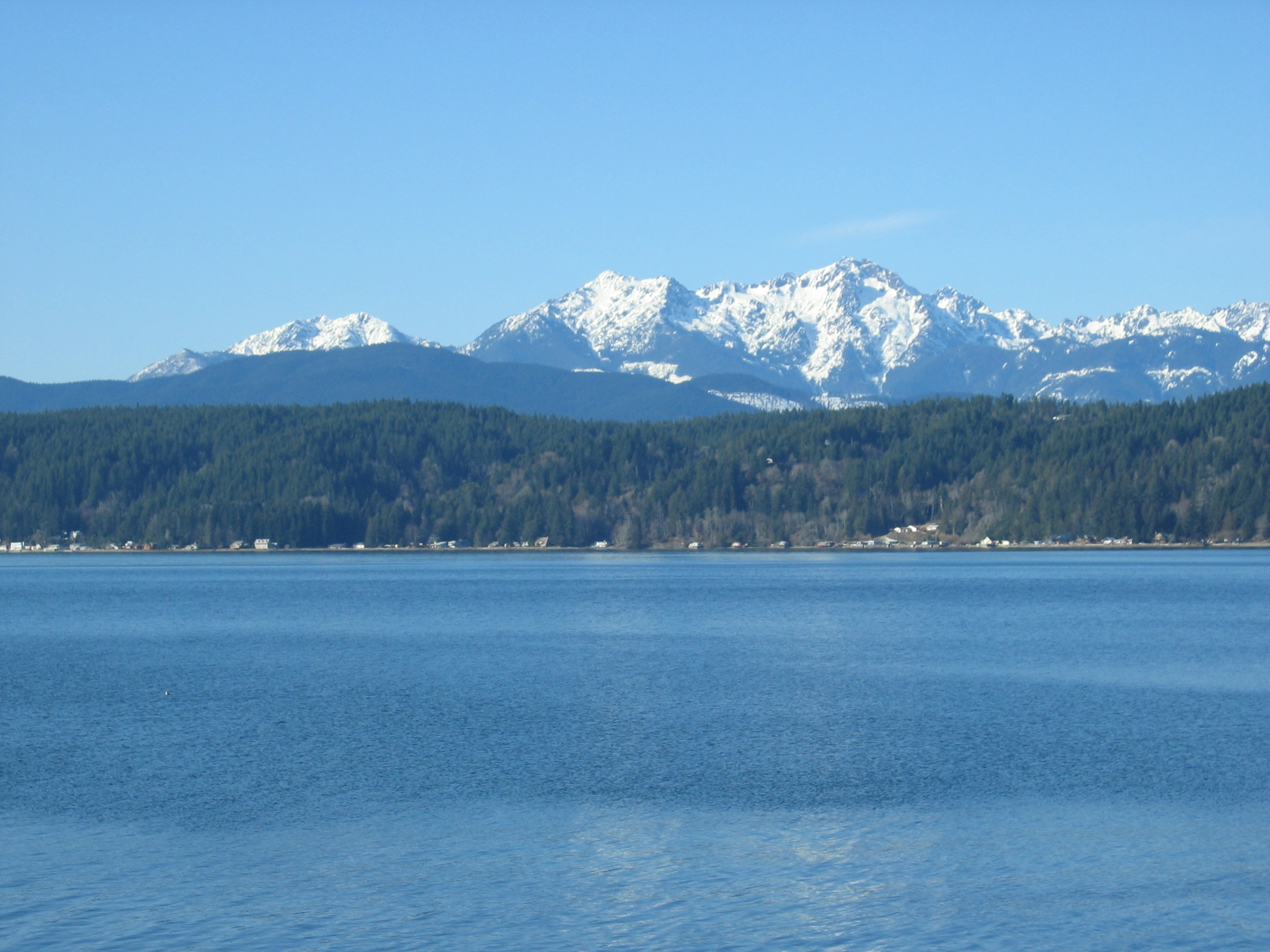
I monti Olimpici innevati visti dall'oceano

La topografia della parte principale del parco è caratterizzata essenzialmente dalla catena montuosa dei monti Olimpici. La vetta più alta del massiccio, il monte Olympus, è alta 2.432 m s.l.m. Altre vette significative sono il monte Carrie (2.132 m), il monte Anderson (2.231 m) e il monte Deception (2.374 m). L'ampiezza delle creste è notevole, se si considera che in alcuni punti anche le coste dell'oceano sono frastagliate anziché pianeggianti e sabbiose.

### Idrografia

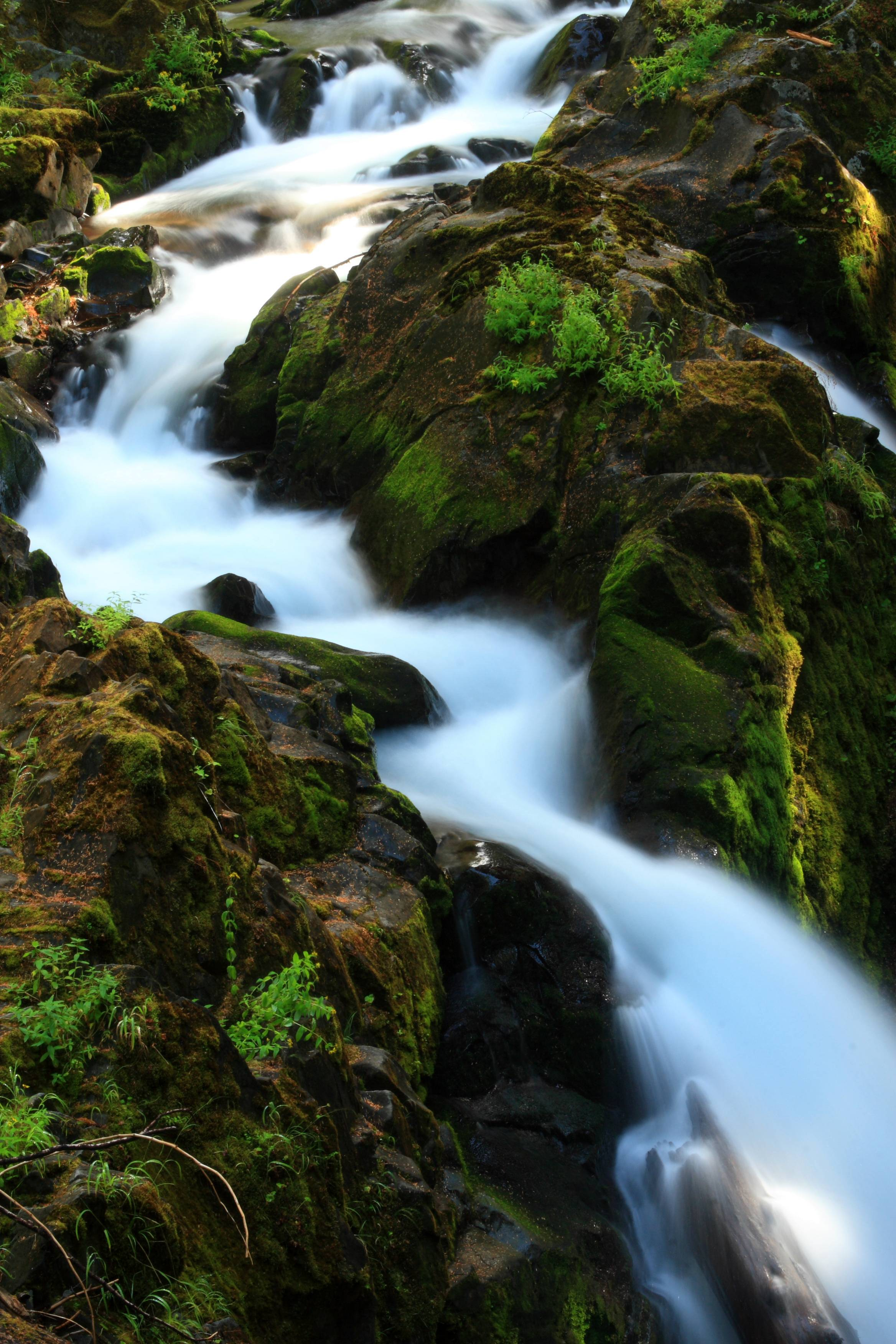
Fiume Sol Duc

Il parco protegge parzialmente più di dieci importanti bacini collegati al Pacifico per un totale di circa 5.600 km: i principali sono quelli dei fiumi Elwha e Dungeness a nord, del Dosewallips a est, del Queets e del Quinault a sud, dell'Ozette, del Sol Duc e dell'Hoh a ovest. Nel 2012, dopo più di 100 anni di produzione dell'energia idroelettrica, sull'Elwha sono state demolite due dighe per ripristinare il corso originale e agevolare il ritorno del salmone.
Il parco ospita oltre 300 laghi montani, il più grande dei quali è l'Ozette, situato nell'area del parco costiero. Con un'area di 29,5 km², è il terzo per dimensione nello stato di Washington.
Il monte Olympus ha nove ghiacciai, mentre in totale il parco ne conta più di sessanta; alcuni sono presenti nei dintorni della cima del Carrie e dell'Anderson. Sono ammirabili anche diversi circhi glaciali che indicano l'estensione di altri ghiacciai in passato.

### Geologia

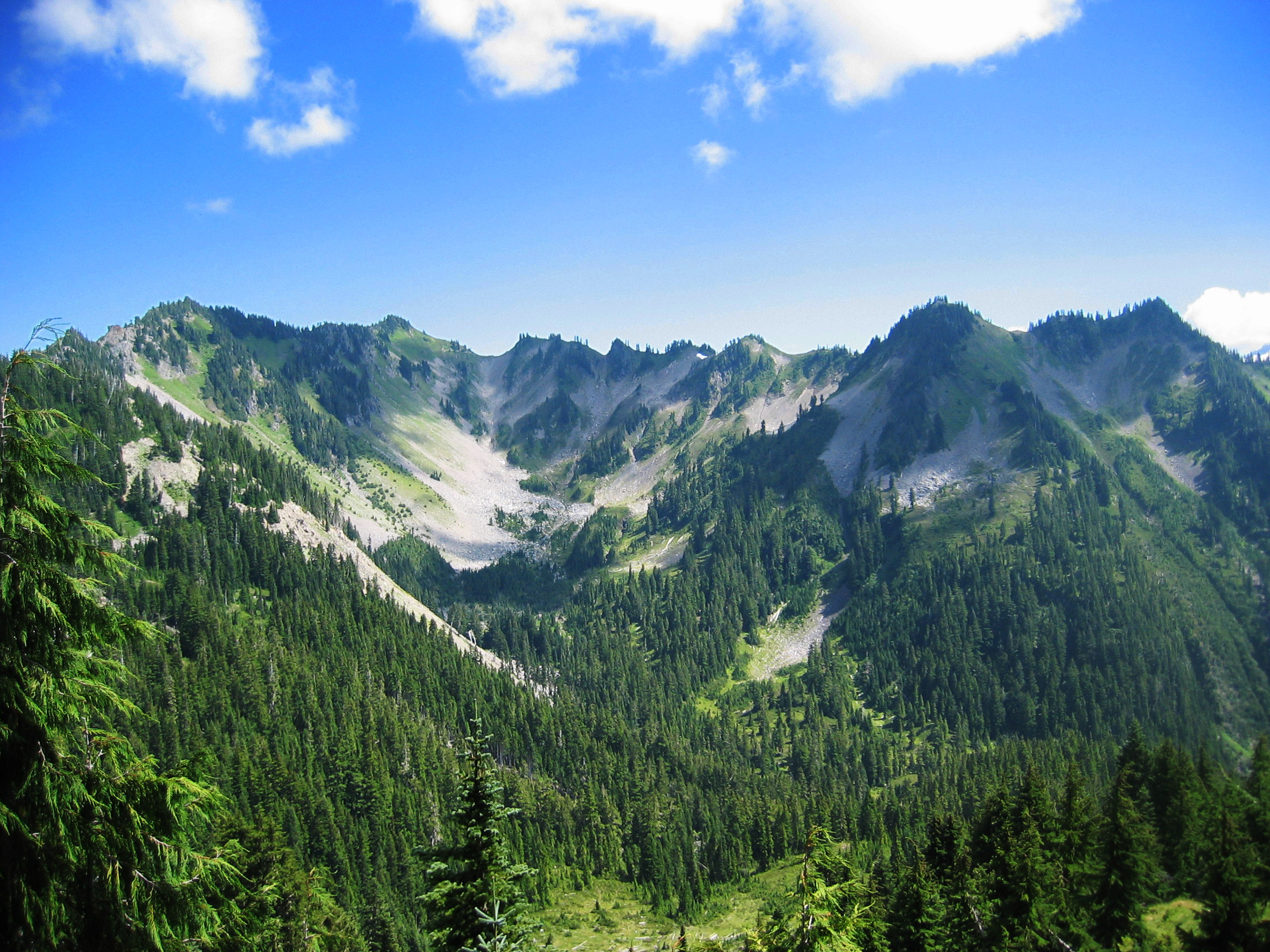
Le ripide creste dei monti Olympic

A livello geologico la regione del Nord-ovest Pacifico è una delle più attive del mondo: sono presenti svariati vulcani e si registrano numerosi terremoti. Nel 1949 l'area del parco costituì l'epicentro di un terremoto di magnitudo 7.1 sulla scala Richter. I sismi sono in verità più rari in loco rispetto ad altre zone, ma la loro intensità è maggiore e i danni causati, di conseguenza, più gravi. I depositi marini, scoperti dai geologi nell'entroterra, fanno pensare che nella regione si siano verificati tsunami di una certa portata. Tutti questi fenomeni si spiegano con la presenza di placche tettoniche sottostanti l'area.
La storia geologica del parco è strettamente legata alla catena delle Cascate. L'arco vulcanico omonimo appare direttamente sopra una zona di subduzione, quella della Cascadia. L'episodio che segnò l'origine della gran parte della catena delle Cascate cominciò 36 milioni di anni fa. Il resto della placca Farallon è chiamato Juan de Fuca. In concomitanza con la diminuzione dell'attività vulcanica, durante il Miocene (17-12 milioni di anni fa),  nell'attuale bacino del Columbia si riversarono quantità colossali di basalto. Con la separazione simultanea della placca Explorer e l'ispessimento della zona di subduzione, l'angolo del piano di Wadati-Benioff aumentò. L'attrito si fece più intenso, il rilievo crebbe e il vulcanesimo riprese. Le sorgenti calde presenti in zona indicano che a distanza di millenni l'attività vulcanica è ancora presente nelle profondità del parco, sebbene questo non ospiti alcun cono craterico.
I tre principali tipi di rocce del massiccio sono il basalto, l'arenaria e lo scisto: il primo deve la sua origine al vulcanesimo, in particolare al raffreddamento più o meno lento della lava. La seconda è una roccia sedimentaria che si generò durante la compressione di successivi depositi di sabbia; il terzo emerse per via dell'indurimento per compressione di depositi di particelle fini.
Il sottosuolo è composto altresì da rocce calcaree che nacquero per via del deposito di sedimenti di natura animale sul fondo del mare: per questo motivo si rintracciano numerosi fossili di organismi foraminifera. La colorazione rossastra di queste rocce è dovuta alla presenza di ossido di ferro; le più antiche sulla penisola hanno circa 144 milioni di anni, la maggior parte tra i 55 e in15 milioni di anni.
Tutte le rocce sedimentarie o vulcaniche che compongono la montagna sono state quindi depositate sul fondo dell'oceano per milioni di anni prima di essere sollevate durante l'incontro tra le due placche tettoniche. Le montagne del vicino massiccio delle North Cascades iniziarono l'orogenesi poco meno di 50 milioni di anni fa, mentre le rocce dei monti Olimpici, più giovani, 24 milioni di anni fa.
Deformate dalla spinta delle placche, le pareti rocciose furono esposte e gradualmente erose dalle precipitazioni e dai ghiacciai nel corso dei millenni, circostanza che spiega le profonde vallate del posto. L'area rimase inoltre ricoperta per un arco temporale incerto da un campo di ghiaccio durante una glaciazione terminata solo intorno a 12.500 anni or sono. Una volta discioltasi, la calotta lasciò ampie vallate come quella dello stretto di Puget, in seguito completamente sommersa dalle acque del Pacifico. Più a sud, grazie ad un quota più elevata, sono sopravvissute cicatrici come quella lasciata nella valle di Willamette.
Nello stesso periodo l'uomo si insediò in zona; nonostante l'altitudine delle montagne non sia eccezionale e il clima sia meno rigido per la vicinanza del Pacifico, le vette più alte erano allora e sono tuttora continuamente ricoperte di ghiacciai grazie alle enormi quantità di neve che cadono ogni anno. Gli ammassi di acqua allo stato solido si rintracciano fino ad altitudini prossime ai 1.250 m.

## Clima
Con un'elevazione minima pari a 0 m s.l.m. e massime superiori a 2.000, il clima varia notevolmente a seconda della posizione all'interno del parco nazionale. Il clima della regione è comunque considerato oceanico di tipo Cbf secondo la classificazione di Köppen.
La posizione del parco influenza fortemente le temperature: ad est la catena delle Cascate funge da baluardo contro le correnti polari provenienti dal nord del continente americano. Grazie a ciò, si percepiscono temperature più miti, soprattutto dovute all'Oceano Pacifico. Spesso si registrano masse d'aria molto umide, con conseguenti enormi quantità di precipitazioni poiché l'aria si raffredda a contatto con le montagne locali; il fenomeno è così intenso che il parco rientra tra le regioni più umide degli Stati Uniti continentali. Le precipitazioni annue nella foresta umida di Hoh sono pari a circa 3.500 mm, mentre la vetta del monte Olympus ne riceve anche di più, specie sotto forma di neve. La zona orientale del parco, al di là delle montagne, è più secca, in quanto il grosso delle piogge si è già riversato più a ovest. La quantità annuale di precipitazioni si attesta in media tra 400 e 600 mm.
Il periodo estivo resta più secco del resto dell'anno e possono passare diverse settimane senza precipitazioni. Gli alberi della zona, i quali hanno bisogno di molta umidità per sopravvivere, si accontentano quindi dell'umidità presente nella normale nebbia.
| Bollettino meteorologico del parco | Mesi | Mesi | Mesi | Mesi | Mesi | Mesi | Mesi | Mesi | Mesi | Mesi | Mesi | Mesi | Stagioni | Stagioni | Stagioni | Stagioni | Anno  |
| Bollettino meteorologico del parco | Gen  | Feb  | Mar  | Apr  | Mag  | Giu  | Lug  | Ago  | Set  | Ott  | Nov  | Dic  | Inv      | Pri      | Est      | Aut      | Anno  |
| ---------------------------------- | ---- | ---- | ---- | ---- | ---- | ---- | ---- | ---- | ---- | ---- | ---- | ---- | -------- | -------- | -------- | -------- | ----- |
| T. max. media (°C)                 | 8    | 9    | 11   | 13   | 16   | 18   | 20   | 21   | 19   | 15   | 11   | 8    | 8,3      | 13,3     | 19,7     | 15       | 14,1  |
| T. min. media (°C)                 | 2    | 2    | 2    | 3    | 6    | 8    | 9    | 9    | 8    | 5    | 3    | 2    | 2        | 3,7      | 8,7      | 5,3      | 4,9   |
| T. max. assoluta (°C)              | 21   | 23   | 22   | 28   | 33   | 36   | 36   | 37   | 36   | 28   | 21   | 18   | 23       | 33       | 37       | 36       | 37    |
| T. min. assoluta (°C)              | −14  | −12  | −7   | −5   | −2   | 1    | 3    | 2    | −2   | −5   | −15  | −14  | −14      | −7       | 1        | −15      | −15   |
| Precipitazioni (mm)                | 347  | 314  | 279  | 189  | 140  | 89   | 59   | 68   | 105  | 249  | 376  | 368  | 1 029    | 608      | 216      | 730      | 2 583 |

## Ambiente naturale
Il parco ospita diversi biotopi che si alternano dalla mite zona costiera del Pacifico alle alte montagne; una simile diversificazione costringe la flora e la fauna ad adattarsi a diverse condizioni climatiche. Secondo l'Agenzia statunitense per la protezione dell'ambiente, il parco nazionale si trova nell'ecoregione della "cordigliera occidentale delle montagne boscose del nord-ovest". Stando al sistema di classificazione del WWF, l'area appartiene alle ecoregioni delle foreste costiere del Pacifico centrale e delle foreste della catena delle Cascate. La prima ha un clima temperato umido che consente alle piante costiere di svilupparsi in fretta, la seconda è una regione montuosa ricoperta da conifere a crescita più lenta.
Con il vicino Santuario nazionale marino della costa olimpica, grande circa 8.550 km², forma un grande ecosistema marino e terrestre, dove numerose specie possono godere di una maggiore protezione. Sono presenti otto specie vegetali e sedici animali endemiche.

### Flora

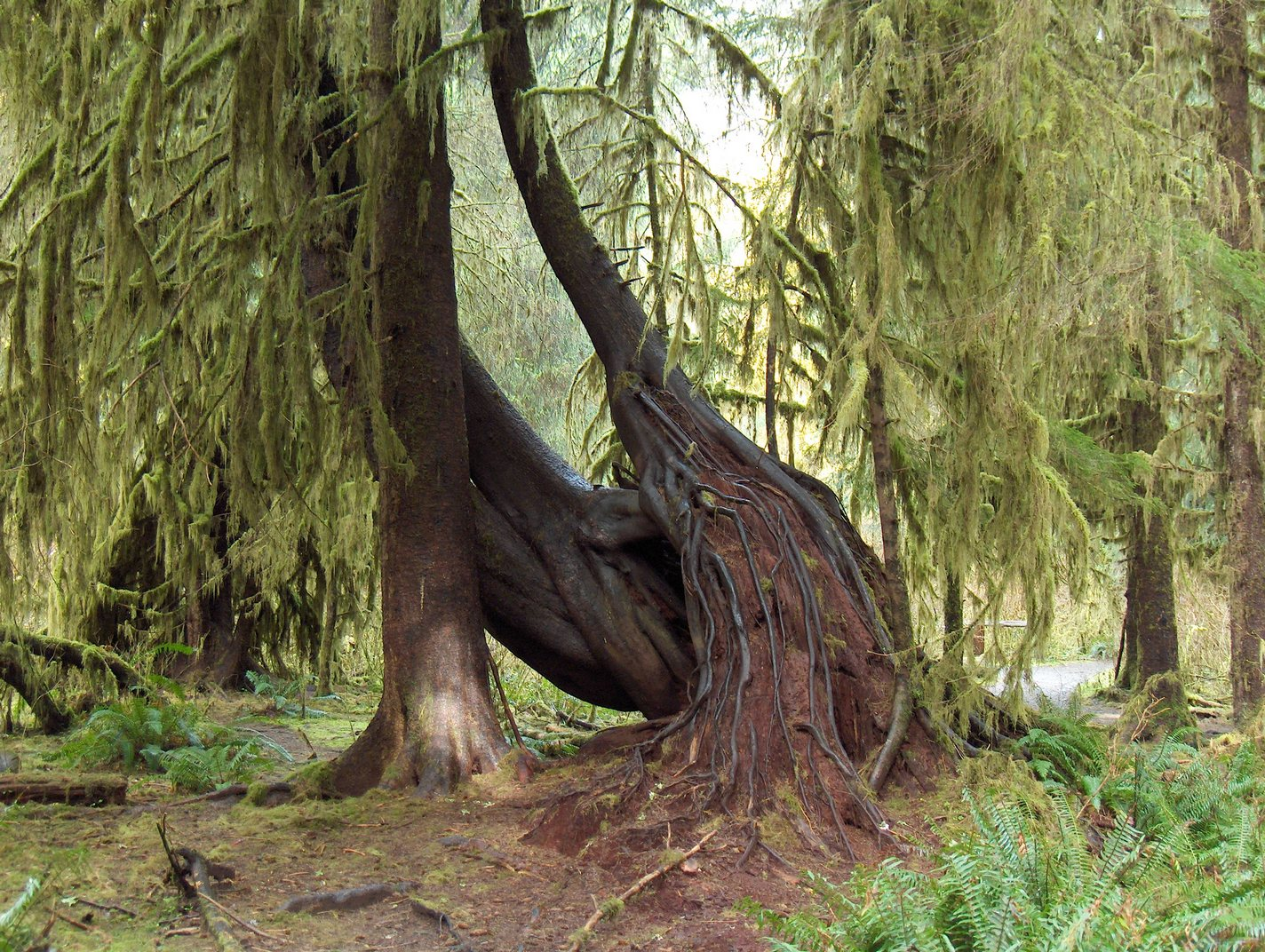
Foresta tropicale di Hoh

L'area del parco ospita oltre 1.450 specie vegetali di tracheobionta oltre a centinaia di muschi e licheni e un variegato regno dei funghi. Tra i principali biotopi figurano la foresta costiera, quella di pianura, la temperata umida, quella degli altopiani, la zona subalpina e la zona alpina.
Il clima della foresta costiera è caratterizzato da temperature miti e piogge abbondanti. Le piante vicine all'oceano devono resistere al sale trasportato dai venti marini. Le specie principali sono il peccio di Sitka (Picea sitchensis), che può crescere fino a 80 m e per 500 anni, la tsuga occidentale (Tsuga heterophylla), la tuia plicata (Thuja plicata), l'ontano rosso (Alnus rubra), tra gli arbusti si annoverano la gaultheria (Gaultheria procumbens), mirtilli (Vaccinium ovatum) e Rubus spectabilis. Il terreno ospita il Lonicera involucrata, il Blechnum spicant, il Polystichum munitum e la maleodorante Lysichiton americanum.
Convivendo con la costante umidità e la mitezza degli oceani, il bosco di bassa quota occupa suoli di qualità migliore che permettono agli alberi di svilupparsi meglio. Oltre agli stessi alberi che si trovano nella foresta costiera, figurano l'abete di Douglas (Pseudotsuga menziesii) e l'abete bianco americano (Abies grandis), con il sambuco (Sambucus racemosa) e la mahonia (Berberis nervosa) tra gli arbusti più comuni della zona. A livello del suolo gli esemplari più diffusi sono il Trientalis borealis, il Trillium ovatum e la Linnaea borealis.
La rara foresta temperata umida, come quella di Hoh (dal nome della tribù omonima), è caratterizzata da numerose felci e muschi epifite che sfruttano i rami. Le quantità di precipitazioni sono particolarmente importanti, e gli alberi raggiungono dimensioni notevoli. Dominano il Picea sitchensis e la tsuga occidentale, ma non mancano anche alberi decidui come l’Acer macrophyllum, l’Acer circinatum, l'ontano rosso (Alnus rubra) e il pioppo balsamico (Populus balsamifera). Tra le epifite si annoverano il Polypodium glycyrrhiza e il muschio Isothecium stoloniferum.

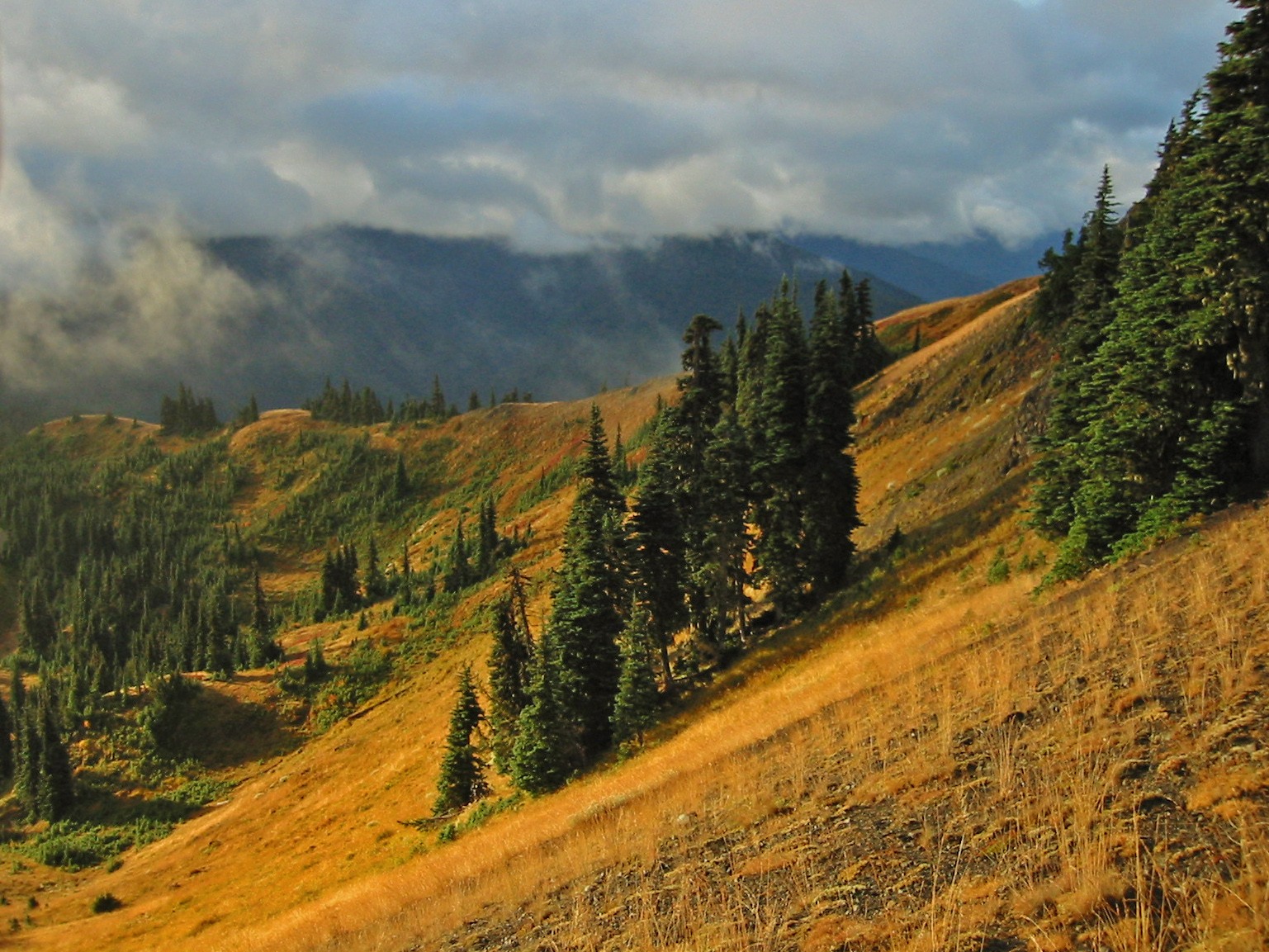
I banchi di conifere situati ad alta quota nel parco

La foresta dell'altopiano si estende ad altezze comprese tra i 500 e i 1.200 m. Il clima è più fresco e il suolo meno ricco, il che rende più lenta la crescita degli alberi, che raggiungono comunque dimensioni significative. Gli alberi principali sono il cipresso di Nootka (Chaemaecyparis nootkatensis), l'abete di Douglas, l'abete amabile (Abies amabilis), la tsuga occidentale e la tuia plicata. Tra gli arbusti il rododendro della California (Rhododendron macrophyllum), mentre tra i fiori la Corallorhiza mertensiana, la Clintonia uniflora e la barba di capra (Aruncus dioicus).
Tra i 1.200 e i 1.800 m si sviluppa la fascia subalpina. In inverno la zona è colpita dal freddo e dalle nevicate, in estate il clima è più secco. Con l'aumentare dell'altitudine la densità e la dimensione degli alberi diminuiscono. Sono presenti il cipresso di Nootka, l'abete di Douglas, la tsuga mertensiana, l'abete amabile, l'ontano verde (Alnus viridis), l'abete delle rocce (Abies lasiocarpa), il ginepro (Juniperus communis) e il Rhododendron albiflorum, le piante subalpine Erythronium montanum, la Xerophyllum tenax e la Phyllodoce empetriformis.
Infine, al di là della linea degli alberi e fino alle vette delle montagne si estende la zona alpina, costituita da molte zone rocciose. La neve e il freddo a queste altitudini impediscono agli alberi di crescere. Solo poche piccole piante possono svilupparsi durante il breve periodo estivo in queste zone rocciose con suolo povero. Tra le specie vegetali ci sono la violetta di Flett (Viola flettii), l’Allium crenulatum e la Phlox diffusa.

### Fauna

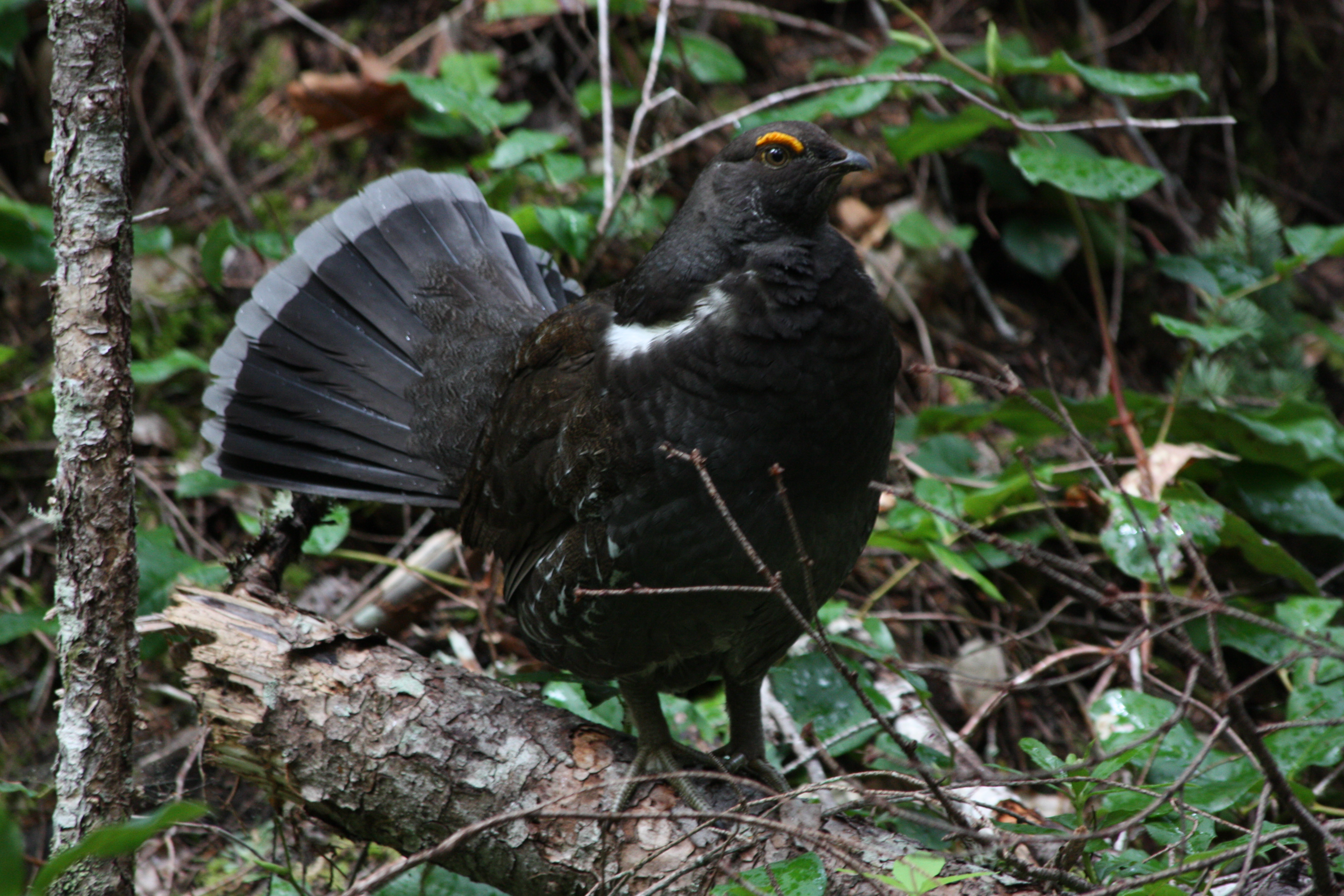
Esemplare maschio di pernice fuligginosa (Dendragapus fuliginosus)

Nel parco vive una sessantina di mammiferi terrestri. I grandi erbivori sono rappresentati dal wapiti di Roosevelt (Cervus elaphus roosevelti) e il cervo mulo (Odocoileus hemionus), i principali predatori sono l'orso nero (Ursus americanus), il puma (Puma concolor), la lince rossa (Lynx rufus), la volpe rossa (Vulpes fulva) e il coyote (Canis latrans). I piccoli mammiferi comprendono il glaucomio del nord (Glaucomys sabrinus), l'ursone (Erethizon dorsatum), il procione comune (Procyon lotor), la lontra canadese (Lutra canadensis) e il castoro di montagna (Aplodontia rufa). Sono state identificate almeno dieci specie di chirotteri, tra cui il vespertilio bruno (Myotis lucifugus), il vespertilio cenerino (Lasiurus cinereus) e il pipistrello di Yuma (Myotis yumanensis). Tra i mammiferi endemici ci sono la talpa di Townsend (Scapanus townsendii), lo scoiattolo del pino giallo (Tamias amoenus) e la marmotta olimpica (Olympic marmot). 
Negli anni '20 fu introdotta accidentalmente la capra delle nevi (Oreamnos americanus) che causò molti danni alla flora autoctona. Il piano di controllo del NPS permise di eradicarle.

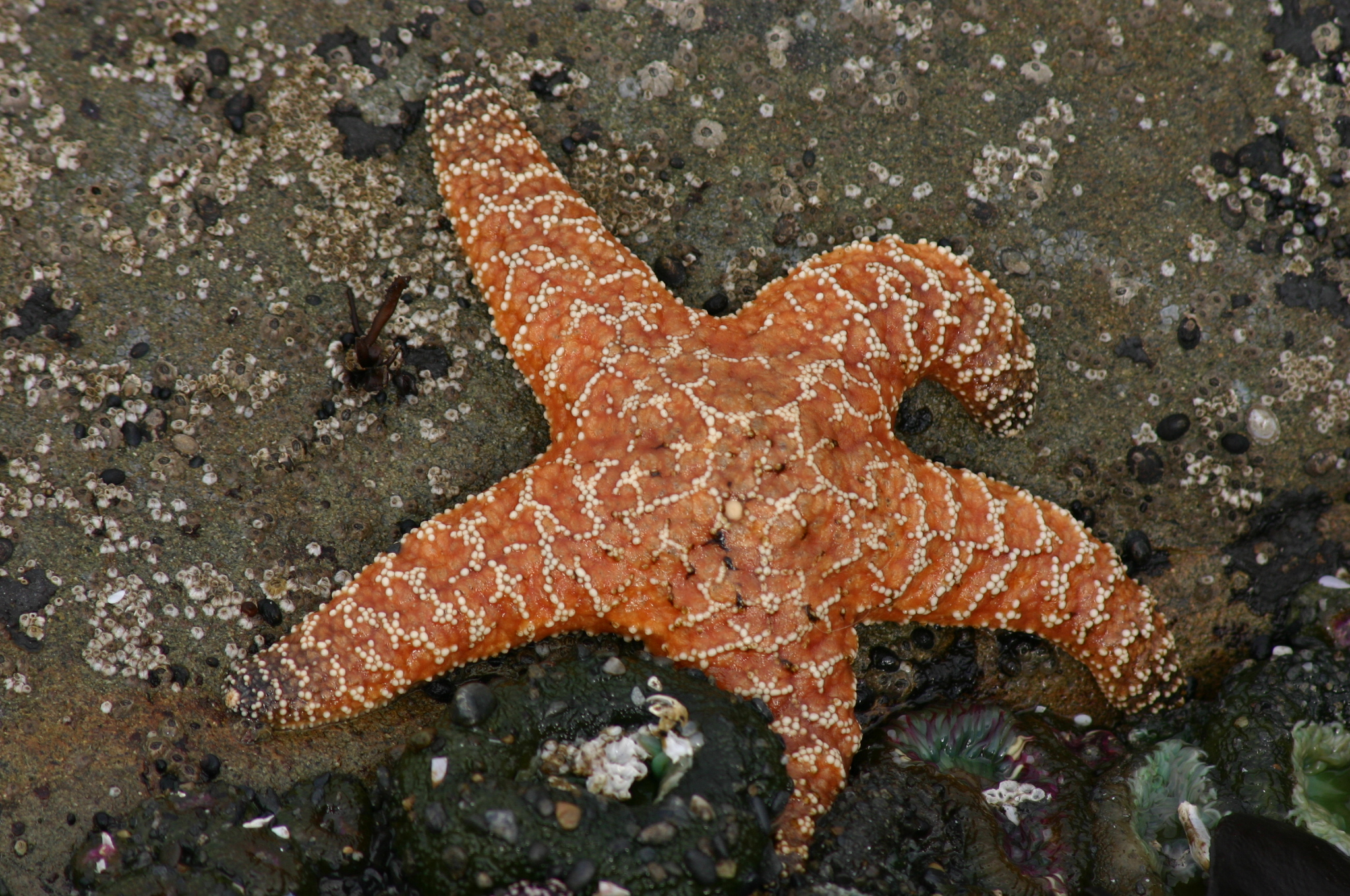
Pisaster ochraceus

La zona costiera del parco è costituita da spiagge sabbiose o rocciose ed è collegata ad un importante santuario marino. Nelle sue acque ricche di nutrienti vivono 29 mammiferi marini, talvolta visibili dalle spiagge del parco, tra cui la lontra marina (Enhydra lutris), la foca comune (Phoca vitulina), la balena grigia (Eschrichtius robustus), l'orca (Orcinus orca), la focena comune (Phocoena phocoena) e il lagenorinco dai denti obliqui (Lagenorhynchus obliquidens). Non vanno dimenticati alcuni echinodermi come il Pisaster ochraceus.
Il parco ospita quasi 300 specie ornitologiche adattatesi alle zone costiere, boschive o montuose. Tra queste la pernice fuligginosa (Dendragapus fuliginosus), la colomba fasciata (Patagioenas fasciata), il rondone codaspinosa di Vaux (Chaetura vauxi), il colibrì rossiccio (Selasphorus rufus), il pigliamosche del Pacifico (Empidonax difficilis), la ghiandaia grigia canadese (Perisoreus canadensis), la cincia bigia dal dorso bruno (Poecile rufescens), lo scricciolo comune (Troglodytes troglodytes), il fiorrancino americano (Regulus satrapa), il tordo eremita (Catharus guttatus), il tordo migratore americano (Turdus migratorius), la pispola golarossa (Anthus rubescens), lo junco occhiscuri (Junco hyemalis), il crociere comune (Loxia curvirostra), il frosone vespertino americano (Coccothraustes vespertinus) e l'astore (Accipiter gentiles). Tra uccelli in via di estinzione figurano l'allocco macchiato settentrionale (Strix occidentalis caurina) e l'urietta marmorizzata (Brachyramphus marmoratus).
L'atmosfera umida favorisce la presenza di numerosi anfibi: tredici di esse vivono sia in pianura che in zone montuose. In declino numerico a livello globale per via della loro elevata sensibilità all'inquinamento, le varie comunità sono abbastanza stabili nel parco. Sono presenti la salamandra nordoccidentale (Ambystoma gracile), la salamandra dalle dita lunghe (Ambystoma macrodactylum), la salamandra gigante di Cope (Dicamptodon copei), il tritone dalla pelle rugosa (Taricha granulosa), l'ensatina dell'Oregon (Ensatina eschscholtzi), la salamandra dal dorso rosso (Plethodon vehiculum), la salamandra di Van Dyke (Phethodon vandykei), il rospo boreale (Bufo boreas), la rana con la coda (Ascaphus truei), la rana aurora, la raganella del Pacifico (Pseudacris regilla) e la rana delle Cascate (Rana cascadae). Il Rhyacotriton olympicus è l'unica endemica del posto.
Le condizioni climatiche fresche e umide non sono invece così favorevoli per i rettili, i cui unici rappresentanti, tutti non velenosi, sono la lucertola alligatore cerulea (Elgaria coerulea), il boa caucciù (Charina bottae), il serpente giarrettiera comune (Thamnophis sirtalis) e il serpente giarrettiera nordoccidentale (Thamnophis ordinoides).
Grazie ai numerosi fiumi e laghi, il parco ospita 37 specie ittiche. Le cinque varianti di salmone del Pacifico presenti sono il salmone rosa (Oncorhynchus gorbuscha), il salmone keta (Oncorhynchus keta), il salmone argentato (Oncorhynchus kisutch), il salmone rosso (Oncorhynchus nerka) e il salmone reale (Oncorhynchus tshawytscha), mentre tra le trote figurano quella toro (Salvelinus confluentus) e quella iridea (Oncorhynchus mykiss). Si tratta di specie anadrome, cioè vivono nell'oceano ma vengono a riprodursi nelle acque dolci del posto. Costituiscono una parte importante della dieta di molti animali come orsi, lontre e rapaci. Il Novumbra hubbsi è l'unica specie endemica.

## Storia

### Epoca antica

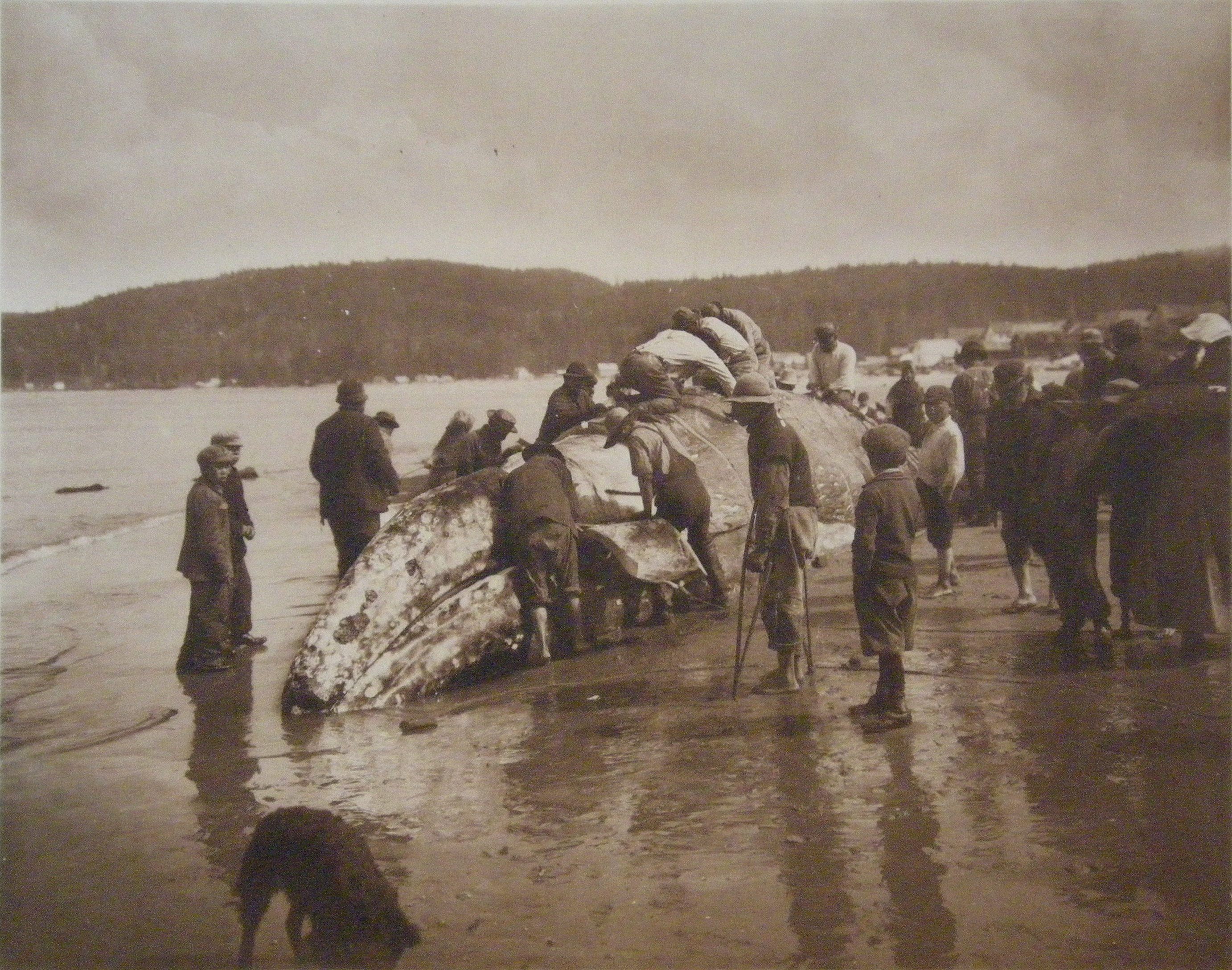
Membri della tribù dei Makah procedono allo scuoiamento di una balena (1910)

Circa 12.000 anni fa, nelle regione finì l'ultima glaciazione. I ghiacciai si ritirarono sulle cime delle montagne e lasciarono libere le zone di bassa quota. All'inizio la foresta non era molto fitta; ci vivevano bisonti, cervi, lupi e mastodonti. È a quel periodo che risalgono le prime tracce umane, come un pezzo di punta di lancia conficcato nello scheletro di un mammut ritrovato dai paleontologi nel Novecento, il che indica che le prime persone erano cacciatori. Altri ritrovamenti, tra cui strumenti in pietra, indicano che si praticava anche la raccolta di frutti selvatici in tutta la penisola fino alle montagne.
I cacciatori impiegarono a lungo le lance: solo 2000 anni fa cominciarono ad essere usati archi e frecce. 1000 anni fa la qualità delle punte migliorò, cambiando radicalmente il modo di mangiare. Le nuove armi, più sottili, permettevano di accedere a molteplici fonti di cibo. Alla caccia si aggiunse la pesca. Con il tempo cominciò ad acquisire importanza anche lo sfruttamento del legname. Gli amerindi edificavano case lunghe utilizzando i tronchi dei cedri rossi della California: i resti più antichi, lunghi 20 m, hanno circa 800 anni. Con i tronchi si lavoravano altresì le canoe per la caccia in mare e per la realizzazione di rudimentali barili e depositi. Le tribù si divisero in diversi villaggi sparsi per la regione.
Lo stile di vita non aveva subito radicali mutamenti quando i primi europei arrivarono nella regione poco più di 200 anni fa. A quel tempo l'area del parco appariva abitata da otto comunità diverse di nativi americani: gli Hoh, i Clallam di Jamestown, i Clallam di Elwha, i Clallam di Port Gamble, i Makah, i Quileute, i Quinault e gli Skokomish. Gli europei portarono con sé varie malattie contagiose, in primis il vaiolo, che colpì molti amerindi non immuni ad esse. Poiché gli europei iniziarono a cacciare e a pescare in zona, ben presto la convivenza si fece difficile ed ebbe un impatto significativo sulla vita degli autoctoni, i quali cominciarono ad adoperare sistemi di scrittura.
A partire dalla seconda metà degli anni 1850 furono firmati vari trattati con le tribù locali. I nuovi arrivati si impadronirono della maggior parte della terra confinando le comunità autoctone in quattro riserve (Makah, Quillayute, Hoh e Quinault), dove potevano vivere la loro vita indisturbati. La tribù dei Makah conserva ancora oggi il diritto di praticare la caccia alle balene, mentre altre tribù perpetuano le cerimonie all'arrivo annuale del primo salmone nei fiumi. Le autorità del parco collaborano oggi con queste tribù per preservare le ricchezze naturali e culturali legate al mondo dei pellerossa.

### Epoca moderna

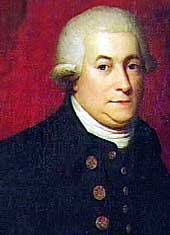
Ritratto di George Vancouver, uno dei tanti esploratori che attraversarono la regione prima dell'inizio della colonizzazione europea

I primi esploratori rimanevano generalmente sulle loro barche e non si spingevano mai troppo nell'entroterra. Juan de Fuca, un navigatore greco in servizio sotto la bandiera spagnola, fu il primo europeo a visitare la regione: quando esplorò la costa, scoprì nel 1592 il vicino stretto chiamato in suo omaggio, quasi due secoli dopo, da Charles William Barkley, un capitano e commerciante di pellicce. L'esploratore spagnolo Juan Pérez Hernández percorse la costa nel 1774. Il capitano James Cook eseguì la medesima operazione sperando di scoprire il tanto agognato passaggio a nord-ovest nel 1778. Charles Barkley lo seguì nel 1787, mentre l'anno successivo il capitano John Meares fu colui che eslporò l'area e battezzò il monte Olympus richiamando quello greco. Nel 1792, George Vancouver giunse nello stretto di Puget e intravide un alto vulcano che chiamò monte Rainier, la cima più elevata della catena delle Cascate.
A parte alcuni cacciatori che lavorano per la Compagnia della Baia di Hudson, l'interno della penisola rimase inesplorato per molto tempo, ma la regione suscitò l'interesse degli statunitensi e degli inglesi. Intorno al 1845, molti coloni americani intrapresero la pista dell'Oregon per stabilirsi nell'area di Washington (chiamata all'epoca "Oregon Country"). Gli inglesi e gli statunitensi firmarono il trattato dell'Oregon nel 1846 che stabiliva l'attuale confine tra il Canada e gli Stati Uniti nella regione. Questo confine corre appena a nord del parco presso lo stretto di Juan de Fuca. Negli anni successivi, i coloni arrivarono in numero sempre maggiore e pian piano  aumentarono d'importanza località quali Seattle o Olympia.
Quando arrivarono i primi europei, essi si stabilirono dapprima lungo la costa. Alcuni desideravano costruire fattorie nel terreno, ma la bonifica richiedeva un grande sforzo a causa della presenza di grandi alberi. Durante gli anni 1890, la regione affrontò il periodo della febbre dell'oro, ma questi ultimi tornarono a mani vuote o quasi, considerando le effimere percentuali di oro presenti in zona.
Le prime importanti esplorazioni nell'entroterra avvennero solo alla fine del XIX secolo e durarono diversi mesi, mentre oggi lo stesso viaggio dura solo poche ore grazie alle infrastrutture urbane realizzate. I paesaggi scoperti durante queste esplorazioni stanno già dando ai partecipanti idee per la creazione di un parco nazionale quando Yellowstone venne istituito.
In quegli anni prese corpo anche l'idea di proteggere le foreste locali con l'obiettivo di evitare che tutta la ricchezza naturale andasse rapidamente distrutta a causa della cattiva gestione dei tagli. Il presidente americano Grover Cleveland firmò la legge volta a istituire una riserva forestale (Olympic Forest Reserve) nel 1897. Comunque sia, protezione non si applicava agli animali che abitavano le foreste e le popolazioni di alci continuarono drasticamente a decrescere. Il 2 marzo 1909, il presidente Theodore Roosevelt convertì parte della riserva forestale in un monumento nazionale nei dintorni del monte Olympus suscitando l'ira dell'industria del legname, tanto che la sua dimensione andò dimezzata negli anni a seguire. Comunque sia, le persone che risiedevano nelle nuove aree protette si trasferirono altrove.
A seguito di una visita nella regione, il presidente Franklin Delano Roosevelt sostenne la proposta di istituzione di un parco nazionale al posto del monumento nazionale il 29 giugno 1938, al fine di permettere di aumentare ulteriormente il livello di protezione dell'area e, in particolare, di proteggere meglio le mandrie di alci. Nel 1953, una fascia costiera rimasta intatta andò aggiunta al parco nazionale e, nel 1976, la zona ottenne dall'UNESCO il titolo di riserva della biosfera prima di giungere, nel 1981 all'assunzione del titolo di patrimonio dell'umanità. Nel 1988, la protezione del 95% del parco nazionale venne rafforzata ottenendo lo status di riserva integrale (Olympic Wilderness).

## Turismo

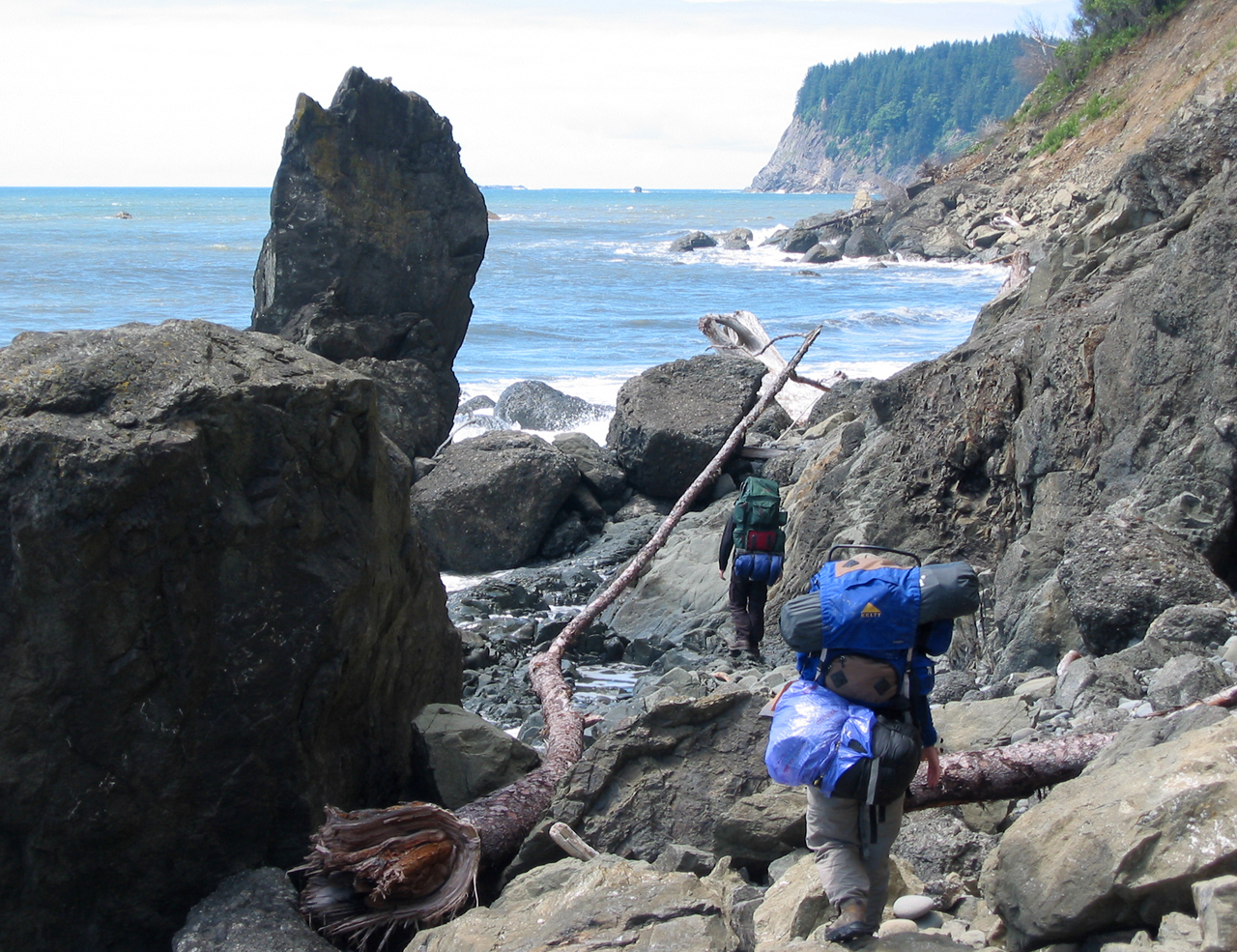
Escursioni e campeggio nel parco

L'area tutelata, nota per la sua costa frastagliata, le foreste lussureggianti e i paesaggi montuosi, attrae quasi tre milioni di turisti ogni anno grazie alla sua vicinanza a grandi metropoli come Seattle. Una simile circostanza la rende il parco nazionale più visitato nel Washington (circa due milioni e mezzo  di visitatori nel 2020), ben al di sopra del parco nazionale del Monte Rainier e di quello delle North Cascades.
L'aeroporto internazionale più vicino si trova nella periferia orientale di Seattle, o meno di 100 km in linea d'aria. La strada è l'unico mezzo di trasporto per raggiungere il parco. La Route 101, la quale circonda l'intero parco nazionale, vede diverse rotte secondarie che si addentrano nella zona tutelata e che costituiscono meta gradita per escursionisti e viaggiatori. La stessa strada statale si collega alla Interstate 5 che fornisce l'accesso alle aree metropolitane di Seattle, Tacoma, Olympia, Portland e Vancouver. Ad ogni modo, la stragrande maggioranza del parco è accessibile solo a piedi.

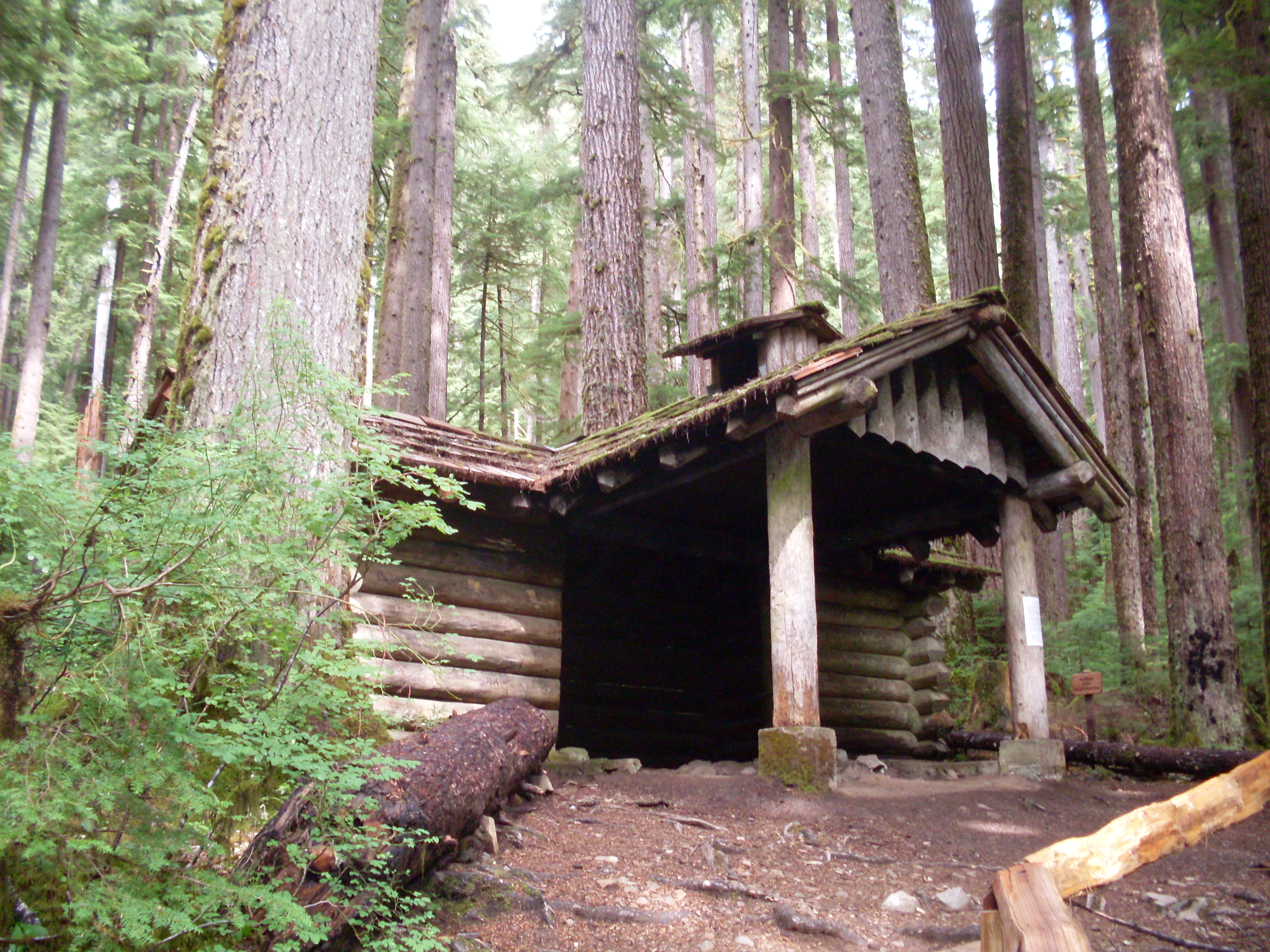
Il rifugio del torrente Canyon

Vitto e alloggio sono disponibili nel parco in diversi hotel come il Kalaloch Lodge e il Lake Crescent Lodge, oltre che nelle comunità vicine. Per poter ospitare le strutture pubbliche, gli stabilimenti privati all'interno del parco devono essere in possesso delle concessioni rilasciate dall'ente gestore. Il parco vanta anche diversi punti di campeggio, oltre 980 km sentieri escursionistici e 270 di strade. Oltre all'escursionismo, il parco offre molte attività tra cui l'osservazione della natura, l'arrampicata, lo sci alpinismo, il rafting e la pesca. Una caratteristica unica del parco è la possibilità d'inoltrarsi nella foresta partendo dalla spiaggia con lo zaino. La lunghezza della costa è sufficiente per richiedere un viaggio di molti giorni, con intere giornate passate a camminare sulla spiaggia. Nonostante che gli stupendi panorami ripaghino della difficoltà del cammino (ed il bacino dei Sette Laghi ne è un esempio), bisogna fare attenzione alle maree; le parti più strette di spiaggia vengono completamente sommerse, e l'oceano raggiunge le pareti rocciose che dividono la spiaggia dal resto del parco, bloccando il passaggio. La costa presenta anche numerosi promontori, che rendono più difficoltoso il cammino, trasformando il percorso in un misto di rocce e fango.
In inverno il famoso panorama noto come Hurricane Ridge offre l'opportunità di praticare lo sci nordico. L'Hurricane Ridge Winter Sports Club è un'organizzazione no profit che offre lezioni di sci, noleggio di attrezzatura e biglietti molto economici. La piccola area alpina è servita da due skilift. Gli sci alpinisti spesso raggiungono la principale strada dell'Hurricane Ridge Road per poter poi, con l'autostop, raggiungere di nuovo, la cima.

## Cultura di massa
Il ventesimo episodio della prima stagione della serie X-Files intitolato Morte nell'oscurità si svolge in parte nell'area del parco e sull'isola di Vancouver. In questo episodio, insetti sconosciuti vengono liberati da antichi tronchi d'albero dai taglialegna e iniziano a predare gli umani nell'area non appena cala la notte.
Il documentario sulla fauna selvatica di Walt Disney intitolato La natura e le sue meraviglie (1952) fu girato nell'area del parco. Questo film, che risale al 1952, mette in luce la vita di Elk dalla penisola Olimpica.